# Episodi di Scandal (quarta stagione)
La quarta stagione della serie televisiva Scandal è stata trasmessa in prima visione negli Stati Uniti d'America per la prima volta dall'emittente ABC dal 25 settembre 2014 al 14 maggio 2015.
In Italia è andata in onda in prima visione sul canale satellitare Fox Life dal 30 gennaio al 26 giugno 2015, mentre in chiaro è stata trasmessa da Rai 4 dal 22 luglio al 5 agosto 2016.
| nº | Titolo originale                 | Titolo italiano                 | Prima TV USA      | Prima TV Italia  |
| -- | -------------------------------- | ------------------------------- | ----------------- | ---------------- |
| 1  | Randy, Red, Superfreak and Julia | Randy, rossa, pazzoide e Julia  | 25 settembre 2014 | 30 gennaio 2015  |
| 2  | The State of the Union           | Lo stato dell'Unione            | 2 ottobre 2014    | 6 febbraio 2015  |
| 3  | Inside the Bubble                | In prima linea                  | 9 ottobre 2014    | 13 febbraio 2015 |
| 4  | Like Father, Like Daughter       | Tale padre, tale figlia         | 16 ottobre 2014   | 20 febbraio 2015 |
| 5  | The Key                          | La chiave                       | 23 ottobre 2014   | 27 febbraio 2015 |
| 6  | An Innocent Man                  | Un uomo innocente               | 30 ottobre 2014   | 6 marzo 2015     |
| 7  | Baby Made a Mess                 | Baby ha fatto un casino         | 6 novembre 2014   | 13 marzo 2015    |
| 8  | The Last Supper                  | L'ultima cena                   | 13 novembre 2014  | 20 marzo 2015    |
| 9  | Where the Sun Don't Shine        | Dove non splende il sole        | 20 novembre 2014  | 27 marzo 2015    |
| 10 | Run                              | Fuggi                           | 29 gennaio 2015   | 3 aprile 2015    |
| 11 | Where's the Black Lady?          | Dov'è la signora nera?          | 5 febbraio 2015   | 10 aprile 2015   |
| 12 | Gladiators Don't Run             | I gladiatori non fuggono        | 12 febbraio 2015  | 17 aprile 2015   |
| 13 | No More Blood                    | Non più sangue                  | 19 febbraio 2015  | 24 aprile 2015   |
| 14 | The Lawn Chair                   | La sedia                        | 5 marzo 2015      | 1º maggio 2015   |
| 15 | The Testimony of Diego Muñoz     | La testimonianza di Diego Muñoz | 12 marzo 2015     | 8 maggio 2015    |
| 16 | It's Good to Be Kink             | Il libro                        | 19 marzo 2015     | 15 maggio 2015   |
| 17 | Put a Ring On It                 | L'anello                        | 26 marzo 2015     | 22 maggio 2015   |
| 18 | Honor Thy Father                 | Onora il padre                  | 2 aprile 2015     | 29 maggio 2015   |
| 19 | I'm Just a Bill                  | La scelta giusta                | 16 aprile 2015    | 5 giugno 2015    |
| 20 | First Lady Sings the Blues       | Alla conquista della Virginia   | 23 aprile 2015    | 12 giugno 2015   |
| 21 | A Few Good Women                 | Quelle brave ragazze            | 7 maggio 2015     | 19 giugno 2015   |
| 22 | You Can't Take Command           | Non puoi vincere Comando        | 14 maggio 2015    | 26 giugno 2015   |

## Randy, rossa, pazzoide e Julia
- Titolo originale: Randy, Red, Superfreak and Julia
- Diretto da: Tom Verica
- Scritto da: Shonda Rhimes

### Trama
Sono passati otto mesi e Olivia, sotto il falso nome di Julia Baker, si trova con Jake su un'isola deserta, non segnata sulle carte geografiche, al largo delle coste di Zanzibar. All'arrivo dei rifornimenti, ricevono una lettera dal mittente sconosciuto in cui si dice che Harrison, dato per scomparso da mesi, è stato ritrovato morto. Olivia decide di ritornare per qualche giorno a Washington per rivedere la sua squadra e organizzare il funerale. Entrata nell'ufficio della "Pope&associati" scopre che è stata Queen a rintracciarla e le chiede cosa sia successo agli altri suoi collaboratori. Hack lavora come tecnico informatico in un negozio sotto il nome di Randy, mentre Abby è il nuovo addetto stampa per la Casa Bianca. Entrambi, nel rivederla, accusano Olivia di averli abbandonati. Il presidente Fitz è al suo secondo mandato e ha dato inizio a una nuova linea politica. Mellie, invece, ancora sotto shock per la morte del figlio gira in pigiama per la Casa Bianca e ogni giorno si reca sulla tomba del figlio.
Jake va a chiedere a David Rosen, a cui aveva affidato i file del B613, un resoconto sulle indagini.
Olivia incontra il padre, che si dimostra contrariato per la decisione della figlia di ritornare a Washington, per chiedergli se sia lui il colpevole della morte di Harrison. Lui smentisce, ma dice di essersi preso cura di sua madre, uccidendola, per ordine del presidente. 
Cyrus Been, contrariato dal ritorno di Olivia, avverte il Presidente Grant.
Olivia non riesce a organizzare il funerale di Harrison a causa dei sensi di colpa e nel frattempo viene contattata da una senatrice che dice di aver appena ucciso un senatore, dopo una tentata violenza. L'uomo in realtà è ancora vivo, anche se in condizioni critiche, e Olivia rientra in gioco con l'aiuto di Queen.
Cyrus offre a Dave Rosen l'incarico di procuratore generale degli Stati Uniti.
Jake e Olivia litigano sul fatto che lei si sia fatta prendere di nuovo nel vortice del suo lavoro e che pensa a Fitz.
Olivia lavora con la senatrice, scoprendo che lei sta mentendo e che a essere aggredita fu la segretaria della senatrice.
Olivia, Jake, Queen, Abby e Hack vanno al funerale di Harrison, dove Jake vede il padre di Olivia.
Melly e Fitz parlano del tentato suicidio di quest'ultimo e lui le confessa che Olivia è tornata, ma che non intende vederla. Lei confessa che non è più attratta da lui e gli chiede di essere sincero e di dirle se dovesse incontrare Olivia Pope.
L'aereo per la partenza è pronto, Olivia però non parte e rappresenta la segretaria aggredita dal senatore.
Olivia e Fitz si vedono in un corridoio del Campidoglio, ma si ignorano.

## Lo stato dell'Unione
- Titolo originale: The State of the Union
- Diretto da: Allison Liddi-Brown
- Scritto da: Heather Mitchell

### Trama
Fitz con il suo mandato comincia una battaglia molto importante: quella della lotta contro la libera circolazione delle armi. Per il suo intervento davanti al Congresso sul controllo delle armi, Cyrus decide di richiedere la presenza di una coppia famosa a questo proposito. Lui reduce di guerra e lei ex maestra coinvolta in uno scontro a fuoco proprio nella sua scuola che le è costato l'uso delle gambe. Il problema è che le cose tra i due coniugi non vanno come sembrano, così Olivia interviene per il bene del Presidente. Nel frattempo le condizioni di Mellie vengono rese pubbliche, cosa che rischierebbe di impattare negativamente sulla politica di Fitz.

## In prima linea
- Titolo originale: Inside the Bubble
- Diretto da: Randy Zisk
- Scritto da: Matt Byrne

### Trama
Olivia viene contattata da una sua ex compagna di college, Catherine, preoccupata per la scomparsa di sua figlia. Catherine dopo la laurea ha rinunciato al lavoro perché sposata con un ricco avvocato; la figlia verrà poi ritrovata morta. Toccherà a Olivia e alla sua squadra trovare il colpevole, ma la storia sembra essere più complessa del previsto... David Rosen intanto inizia a riscontrare degli intralci nella sua corsa per diventare Procuratore generale degli Stati Uniti e a questo proposito decide di usare tutte le armi in suo possesso. Jake invece continua a indagare sulle morti di Jerry e di Harrison arrivando a intuire un possibile coinvolgimento di Rowan.

## Tale padre, tale figlia
- Titolo originale: Like Father, Like Daughter
- Diretto da: Paul McCrane
- Scritto da: Mark Fish

### Trama
Olivia riceve una telefonata da Karen, la figlia del Presidente, che le chiede aiuto per essere andata a una festa ed essere stata filmata con due ragazzi. Olivia aiuterà la ragazza rivedendo il Presidente, a cui rivelerà che non è partita da sola ma con Jake.

## La chiave
- Titolo originale: The Key
- Diretto da: Paul McCrane
- Scritto da: Chris Van Dusen

### Trama
Olivia inizia a essere preoccupata per Jake che non risponde alle sue chiamate; nel frattempo continua a indagare sul caso di Catherine. Olivia sa che solo una persona può rispondere alle domande su Jake: Fitz. Questo infatti le conferma indirettamente che è in custodia al Pentagono con l'accusa di aver ucciso Jerry. Mellie una volta saputo che la morte di Jerry non è stata un caso, ma un omicidio riesce finalmente a reagire. Rowan riesce quasi a convincere anche Olivia della colpevolezza di Jake.

## Un uomo innocente
- Titolo originale: An Innocent Man
- Diretto da: Jeannot Szwarc
- Scritto da: Zahir McGhee

### Trama
Uno degli ex presidenti degli Stati Uniti muore e Olivia assume la difesa di un sospettato, già in carcere, in quanto accusato di aver attentato alla vita dello stesso presidente trent'anni prima. Mellie conosce la ex First Lady e capisce subito di avere qualcosa in comune con lei. Nel frattempo Jake, grazie alle suppliche di Olivia a Fitz, viene trasferito in un carcere di massima sicurezza.

## Baby ha fatto un casino
- Titolo originale: Baby Made a Mess
- Diretto da: Jenna Bans
- Scritto da: Oliver Bokelberg

### Trama
Una vecchia conoscenza di Abby entra alla Casa Bianca come candidato senatore alla Virginia: si tratta del suo violento ex marito. Olivia e la sua squadra fanno di tutto per non farlo eleggere prendendo in mano la campagna elettorale dell'avversaria, Susan Ross. Nel frattempo, Olivia fa visita a Tom, detenuto in un carcere di massima sicurezza, riuscendo a ottenere la verità e quindi a far scarcerare Jake che viene portato nel bunker del Presidente. Qui Jake, Fitz e Olivia cominciano a tramare contro Rowan e il B613.

## L'ultima cena
- Titolo originale: The Last Supper
- Diretto da: Julie Anne Robinson
- Scritto da: Allan Heinberg

### Trama
Fitz e Jake continuano a scontrarsi per Olivia, ma Olivia ha bisogno di entrambi per concentrarsi sul vero obiettivo, abbattere Comando. Nel frattempo, Huck brama a riconnettersi con la sua famiglia e Quinn continua il suo monitoraggio su Kubiak. Tornando alla Casa Bianca, le mosse di spionaggio di Cyrus finalmente lo rimettono in pista, ma il piano di Elizabeth Nord è molto più grande di quanto chiunque possa immaginare.

## Dove non splende il sole
- Titolo originale: Where the Sun Don't Shine
- Diretto da: Tony Goldwyn
- Scritto da: Mark Wilding

### Trama
Ognuno nella vita di Olivia è in pericolo. Cyrus medita le dimissioni dopo che è uscito lo scandalo della sua relazione sessuale con un gigolò. Huck e Quinn scoprono il piano di Elizabeth Nord, ma potrebbe essere troppo tardi per fermarla. Fitz è messo alle strette dal vicepresidente per dichiarare guerra all'Angola.

## Fuggi
- Titolo originale: Run
- Diretto da: Tom Verica
- Scritto da: Shonda Rhimes

### Trama
Olivia viene rapita dal suo appartamento da una banda mentre è con Jake e portata in un luogo segreto con un altro uomo.

## Dov'è la signora nera?
- Titolo originale: Where's the Black Lady?
- Diretto da: Debbie Allen
- Scritto da: Raamla Mohamed

### Trama
Con Olivia ancora scomparsa, il team si riunisce per fare tutto il necessario per trovarla e riportarla a casa sana e salva. Fitz è alle prese con il vicepresidente e cerca di salvare Liv: se non manda un esercito in Angola la ucciderà.

## I gladiatori non fuggono
- Titolo originale: Gladiators Don't Run
- Diretto da: Randy Zisk
- Scritto da: Paul Willam Davies

### Trama
Terroristi e Paesi di tutto il mondo cominciano a fare offerte nell'asta per l'acquisto di Olivia Pope.
Fitz e la Casa Bianca oltre a Jake, Huck e Quinn cercano una via di accesso all'asta. Jake chiede aiuto a Maya Pope, che contatta un signore della droga sudamericano per ottenere l'accesso. Questi, in cambio, chiede di uccidere uno spacciatore e tre complici. Il lavoro lo fa Huck, che, con grande orrore di Jake, usa una violenza sproporzionata. Fitz cerca di far dimettere da vicepresidente Andrew, che non cede, minacciando di svelare che il presidente ha dichiarato guerra solo per salvare Olivia. Fitz non cede e dice a Cyrus che avrebbe svelato all'America che la guerra era stata dichiarata in conseguenza del falso attentato al vicepresidente, organizzato proprio da quest'ultimo allo scopo di ottenere che Fitz attaccasse l'Angola per interessi economici di Andrew. Dopo che Andrew ha minacciato Mellie, dicendo che avrebbe rivelato la loro relazione se fosse stato arrestato, la First Lady chiede a Fitz di lasciare in pace Andrew, perché la notizia dell'adulterio le avrebbe precluso la via alla presidenza degli Stati Uniti. Olivia perde il controllo della situazione quando Ian viene ucciso da uno dei rapitori, Gus, il quale la vende a un acquirente esterno all'asta (l'Iran) per oltre 1 miliardo, con grande sgomento di Olivia. Abby scopre che Olivia è stata rapita e rinfaccia a David di non averla informata.

## Non più sangue
- Titolo originale: No More Blood
- Diretto da: Randy Zisk
- Scritto da: Heather Mitchell

### Trama
Olivia rimane sempre un passo avanti ai suoi aguzzini, ma non potrà farlo per molto. Nel frattempo, Jake, Huck e Quinn si rivolgono a una vecchia conoscenza per trovare aiuto, mentre Fitz costringe Cyrus a risolvere la situazione.

## La sedia
- Titolo originale: The Lawn Chair
- Diretto da: Tom Verica
- Scritto da: Zahir McGhee

### Trama
Un ragazzino nero viene ucciso da un poliziotto bianco e il padre tiene in scacco il corpo per avere giustizia. Nel frattempo, la Casa Bianca deve fare i conti con il comportamento problematico del Vicepresidente. Fitz vuole estrometterlo e pensa di rifarsi al 25° emendamento e sta pensando a un nuovo volto: pensa a Mendez, ma Molly vuole un candidato debole per favorirle la possibile elezione.

## La testimonianza di Diego Muñoz
- Titolo originale: The Testimony of Diego Muñoz
- Diretto da: Allison Liddi-Brown
- Scritto da: Mark Fish

### Trama
Viene scelta una nuova donna come vicepresidente e viene addestrata per rispondere alle commissioni di Camera e Senato. David Rosen viene colto di sorpresa quando una persona gli rivela informazioni segrete sul B613 che potrebbero dare un colpo di grazia alla Casa Bianca e distruggere per sempre la Pope & Associates. Infatti è la moglie di Huck che si scopre chiamarsi Diego Muñoz e ora David non può più ignorare la cosa.

## Il libro
- Titolo originale: It's Good to Be Kink
- Diretto da: Paul McCrane
- Scritto da: Matt Byrne

### Trama
Olivia entra in azione quando viene a sapere delle intenzioni di una donna che vuole svelare i segreti sessuali dell'élite di DC tra cui sono compresi Rosen e vari giudici e segretari. Nel frattempo, Mellie vuole candidarsi come senatrice della Virginia.

## L'anello
- Titolo originale: Put a Ring On It
- Diretto da: Regina King
- Scritto da: Chris Van Dusen

### Trama
Michael viene beccato in un bar gay in atteggiamenti intimi, i Gladiatori cercano di limitare i danni e mettono pressione su Cyrus per anticipare il matrimonio. Mellie patrocina le nozze e vuole tenerle alla Casa Bianca come mossa politica. Sally mette i bastoni tra le ruote e offre una ricompensa per chi offre informazioni per smascherare che è un "finto matrimonio". Cyrus ripercorre le tappe del suo primo matrimonio dalla proposta fino a quando lei gli ha chiesto il divorzio perché innamorata di un altro. Nel frattempo, David fa il primo passo per abbattere il B613.

## Onora il padre
- Titolo originale: Honor Thy Father
- Diretto da: Jeannot Szwarc
- Scritto da: Severiano Canales

### Trama
David cerca di reclutare degli ex agenti B613 per rafforzare il suo caso, ma Jake non vuole partecipare. Nel frattempo, un membro del Congresso chiede a Olivia di aiutare suo padre a sfuggire alla sua pena di morte incombente. Mellie ha un problema di immagine per colpa della sua sorellastra Harmony; quest'ultima infatti è arrivata in città e durante una cena le due hanno una litigata furente.

## La scelta giusta
- Titolo originale: I'm Just a Bill
- Diretto da: Debbie Allen
- Scritto da: Raamla Mohamed

### Trama
Con Rowan in città, la posta in gioco è alta per il team che tenta di abbattere il B613. Jake nell'ufficio di Olivia viene aggredito da un agente del B613. Nel frattempo, Olivia riceve una chiamata: la moglie del sindaco è stata uccisa. Si scopre che il colpevole è il marito, ma il vincitore delle elezioni deve dimettersi per le indagini. Alla Casa Bianca, invece, Fitz ha bisogno di aiuto per far passare un decreto legge, ma quando cerca il supporto della vicepresidente lei si dimostra troppo puntigliosa. Alla fine decidono di ritirare la legge e riproporne una nuova migliorata mentre Mellie annuncia la sua candidatura come senatrice per la Virginia.

## Alla conquista della Virginia
- Titolo originale: First Lady Sings the Blues
- Diretto da: David Rodriguez
- Scritto da: Paul William Davies

### Trama
Jake colpito a morte viene salvato da Huck e visitato da un medico. Il team è in serio pericolo e si ritrova costretto a prendere misure drastiche per garantire la propria sicurezza. Olivia decide di terminare la caccia a suo padre perché teme per la vita di tutti. Alla Casa Bianca, intanto, Mellie è mortificata quando la nazione si rivolta contro di lei per la sua affermazione sul "non lavoro" della First Lady. Cyrus è costretto a intervenire a sua difesa.

## Quelle brave ragazze
- Titolo originale: A Few Good Women
- Diretto da: Oliver Bokelberg
- Scritto da: Severiano Canales e Jess Brownell

### Trama
Alla vicepresidente Ross viene chiesto di partecipare a un incontro con la Marina; qui si accorge dei lividi sul polso di una donna Alfiere e la preleva dalla nave militare dove presta servizio per portarla alla Casa Bianca, convinta che abbia subito uno stupro. Grant, così come Cyrus, è convinta che il caso non possa essere gestito civilmente ma che debba essere svolto con un processo militare, come nei precedenti 200 anni di storia. Susan Ross si rivolge allora a Olivia, la quale accoglie il caso e aiuta la donna finché lo stupratore - nonché ammiraglio - non confessa. Nel frattempo, i sondaggi sono a sfavore di Mellie: nonostante l'intervista di Cyrus, l'America crede ancora che se First Lady diventasse senatrice per lo stato della Virginia ci sarebbe un conflitto d'interessi. Fitz, consigliato da Olivia, suggerisce alla moglie di 'mandarlo al rogo': contrapponendosi pubblicamente all'idea del marito (secondo il quale i processi in ambito militare per qualunque causa devono rimanere tali come nei precedenti 200 anni) e facendo forza sul fatto che sarebbe solo un vantaggio per la Virginia avere una senatrice che dorme nello stesso letto del leader del mondo libero, guadagna i punti necessari per arrivare alla vittoria. 
Nel frattempo, Quinn e Huck devono fare del loro meglio per ottenere risposte sulla B613,

## Non puoi vincere Commando
- Titolo originale: You Can't Take Command
- Diretto da: Tom Verica
- Scritto da: Shonda Rhimes e Mark Wilding

### Trama
Tutti i giurati del Grand Jurì e la stenografa del caso B613 vengono uccisi. Olivia e la squadra finalmente fanno delle mosse per abbattere Commando. Nel frattempo, quando i risultati delle elezioni vengono annunciati, il destino di Mellie è segnato.